# Majomszelfi

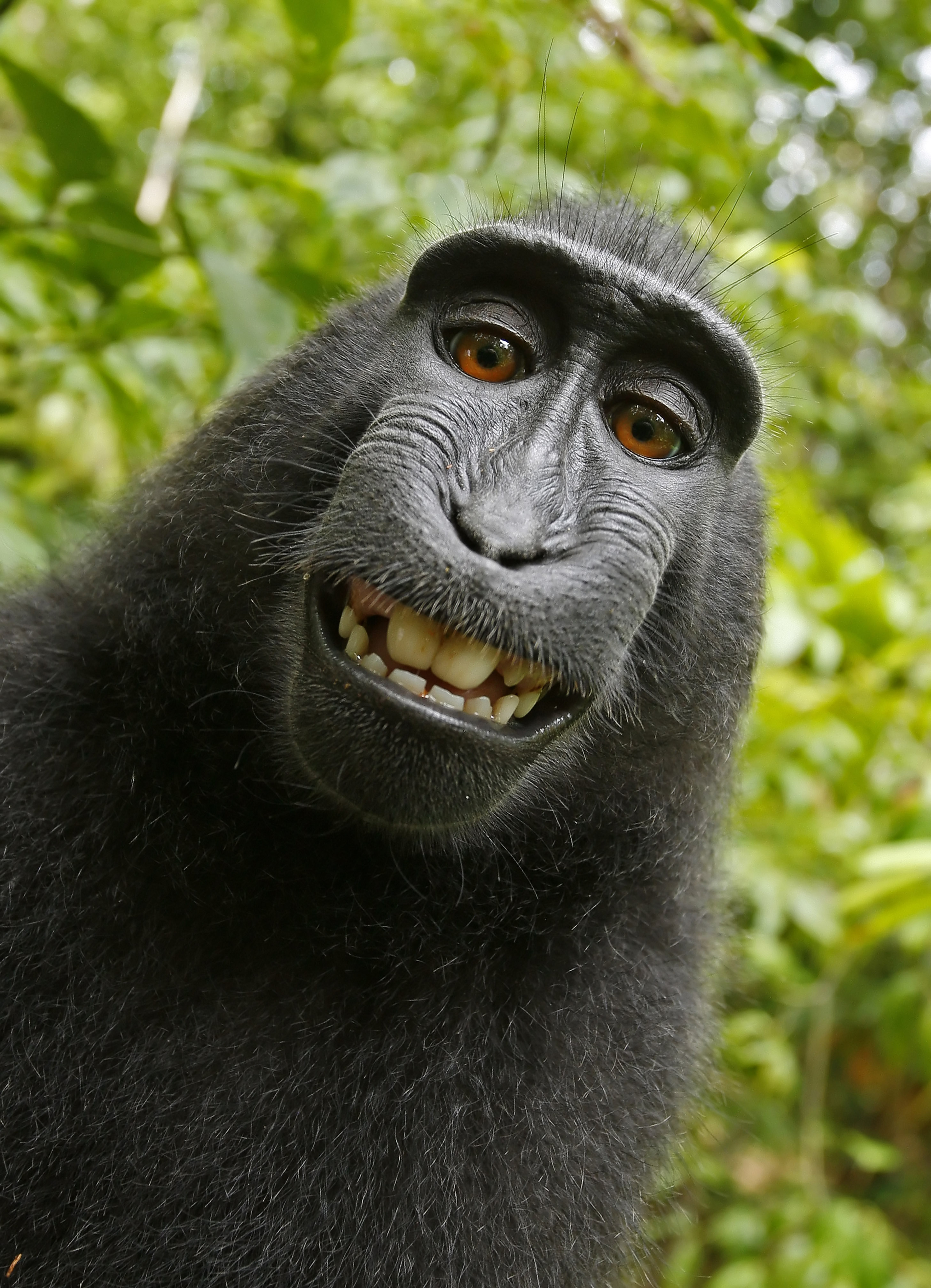
A jogvita tárgyát képező majom-szelfik egyike

2011-től 2018-ig egy sor vita zajlott egy üstökös makákó által David Slater brit természetfotós felszerelésével készített szelfik szerzői jogi státuszáról. A vitákban a Wikimedia Commons és a Techdirt blog volt érintett, amelyek a képek 2011. júliusi, újságokban való közzétételét követően a képeket befogadták Slater kifogása ellenére, aki szerint a kép szerzői joga az övé, valamint a PETA, amely szerint a makákókra kellene a kép szerzői jogait átruházni.
Slater azzal érvelt szerzői jogi igénye mellett, hogy ő tervezte meg a képeket eredményező helyzetet, amikor Indonéziába utazott, összebarátkozott egy csoport vadon élő makákóval, és úgy állította be a kamerafelszerelését, hogy a „szelfi” kép létrejöhessen. A Wikimédia Alapítvány 2014-ben megtagadta a képek eltávolítását a Wikimedia Commons képtárából, mert úgy vélte, hogy a szerzői jog az alkotót illeti meg, a nem emberi alkotó (aki nem jogi személy) pedig nem lehet szerzői jogosult, a képek így közkincsnek minősülnek.
Slater 2014 augusztusában kijelentette, hogy a képek Wikipedián való elérhetősége miatt legalább 10 000 angol font (2021-ben körülbelül 12 000 fontnak megfelelő összeg) bevételtől esett el, és a vadon élő állatok fotósaként folytatott vállalkozása is károsult. 2014 decemberében az Amerikai Egyesült Államok Szerzői Jogi Hivatala kijelentette, hogy a nem ember által létrehozott művek, például egy majom által készített fénykép nem áll szerzői jogi védelem alatt. Számos jogi szakértő az Egyesült Államokban és az Egyesült Királyságban azzal érvelt, hogy Slater szerepe a fotózási folyamatban elegendő lehetett ahhoz, hogy érvényes szerzői jogi igényt támasszon, bár ezt a döntést bíróságnak kellene meghoznia.
Egy másik vitában a PETA a majomszelfik ürügyén megpróbált jogi precedenst teremteni arra, hogy az állatokat szerzői jogtulajdonosnak elismerjék. Slater a Blurb, Inc. self-publishing cégen keresztül adott ki egy könyvet, amely a fotókat tartalmazta. 2015 szeptemberében a PETA pert indított Slater és a Blurb ellen, kérve, hogy a majomra ruházzák át a kép szerzői jogait, és a PETA-t jelöljék ki a fotókból származó bevételek kezelésére a veszélyeztetett állatfajok javára. 2015 szeptemberében a bíróság elutasította a PETA keresetét, és úgy döntött, hogy az amerikai törvények értelmében a majom nem lehet szerzőijog-tulajdonos. 2017 szeptemberében a PETA és a fotós egyezségre jutott, mely szerint Slater a fotókból származó jövőbeli bevételei egy részét vadvédelmi szervezeteknek adományozza. 2018 áprilisában a fellebbviteli bíróság megerősítette, hogy az állatok nem lehetnek jogszerűen szerzői jogtulajdonosok, és aggodalmának adott hangot amiatt, hogy a PETA motivációi inkább a saját érdekeik előmozdítására irányultak, mintsem az állatok törvényes jogainak védelmére.

## Háttér

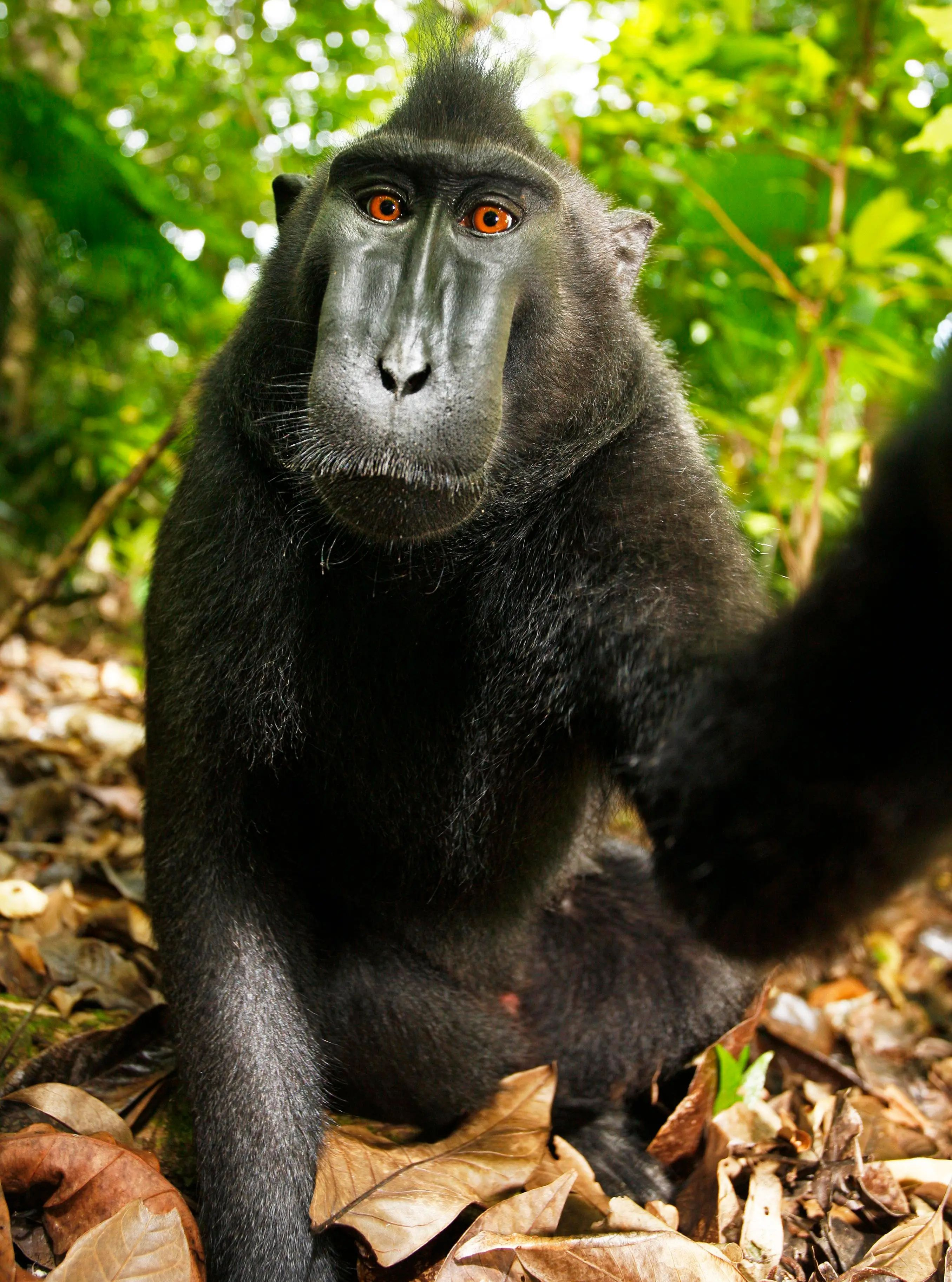
A másik vitatott kép, egy egész alakos "szelfi"

David Slater brit természetfotós 2008 óta utazott Indonéziába, hogy a kritikusan veszélyeztetett üstökös makákókat fotózza. 2011-ben több képet licenszelt a Caters hírügynökségnek, amely egy Slater idézeteit tartalmazó írásos promóciós sajtóközleménnyel együtt közzétette azokat a brit médiában. 2011. július 4-én több kiadvány, köztük a The Telegraph és a The Guardian is felkapta a sztorit, és a képeket olyan cikkekkel együtt közölték, amelyekben Slater idézte, hogy a fotókat a majmok által készített önarcképekként írja le, például: "Monkey steals camera to snap himself" (The Telegraph), és "a majmok által kioldott kamera egy állványon" (The Guardian). A cikkek olyan Slater-idézeteket is tartalmaznak, mint például: "Biztosan több száz képet készített, mire visszakaptam a kamerámat". Másnap az Amateur Photographer arról számolt be, hogy Slater további magyarázatot adott nekik arra vonatkozóan, hogyan készültek a fotók, lekicsinyelve azt, ahogyan az újságcikkek leírták őket; Slater szerint tévesek azok a hírek, amelyek szerint egy majom elszaladt a fényképezőgépével, és "önarcképeket kezdett készíteni", és a portré akkor készült, amikor a fényképezőgépét állványra szerelte, és a főemlősök egy távoli kábelkioldóval játszottak, miközben ő más majmokat hárított.
Slater további leírást adott a honlapján és más médiabeszámolókban, miszerint ő és egy vezetője három napon át követte a majmokat, és a második napon elnyerte a bizalmukat. Slater szerint a majmokról készült fényképek készítésére tett kísérletei során azt tapasztalta, hogy lenyűgözte őket a fényképezőgép és a kamerafelszerelés, és folyamatosan játszottak vele, de folyamatosan megpróbáltak elszaladni a fényképezőgéppel. Slater továbbá egy 2014. augusztus 7-i Amateur Photographer follow-up cikkben azt nyilatkozta, hogy "közeli képet akartam, de nem sikerült. Túl idegesek voltak, ezért rá kellett vennem őket [a majmokat], hogy jöjjenek a kamerához anélkül, hogy ott lennék, és rávenni őket, hogy játsszanak a kioldóval, amit meg is tettek". Hozzátette: "A lencsében lévő tükröződést nézték, amit mulatságosnak találtak." A majmok arcának portréfotózására tett kísérletében Slater elmondta, hogy a kamerát egy állványra állította, amelyre egy nagyméretű nagylátószögű objektívet erősített, és úgy állította be a kamera beállításait, hogy optimalizálja az arc közelképének esélyét, prediktív autofókuszt, motoros meghajtást és vakut használva. Slater továbbá azt állította, hogy a fényképezőgép távkioldóját a kamera mellé állította, és miközben ő az állványt tartotta, a majmok 30 percig az objektívbe néztek, és játszottak a fényképezőgép felszerelésével, többször is kioldották a távkioldót, és számos fényképet készítettek. A munkamenetnek akkor lett vége, amikor a "domináns hím időnként túlságosan izgatott lett, és végül a kezével adott egy ütést, miközben lepattant a hátamról." Slater a Vice magazinnak adott 2017. július 28-i interjújában azt is elmondta, hogy egyes hírügynökségek félreértették, hogyan szerezte a szelfit, de ő belement, mert "egy kis szórakozás volt és egy kis jó reklám a természetvédelmi ügynek".

## Szerzői jogi kérdések
2011. július 9-én egy szerkesztő a Wikimedia Commons oldalra, amely csak szabad tartalmi licenc alatt elérhető vagy közkinccsé tett médiát fogad el, feltöltötte a The Daily Mail szelfifotóit. A feltöltő azt állította, hogy a fotók közkincsek, mivel "egy nem emberi állat műve", és hozzátette, hogy "nincs emberi szerzője, akit a szerzői jog megilletne." Slater néhány nappal később felfedezte ezt, és kérte a Wikimédia Alapítványt, hogy távolítsa el a fotókat. Kezdetben a Commons egyik adminisztrátora eltávolította a képeket, de később visszaállították őket, miután a közösség megvitatta a képek szerzői jogi jellegét. Slater továbbra is felszólította az alapítványt, hogy távolítsa el a képeket. Az alapítvány felülvizsgálta a helyzetet, de úgy döntött, hogy a képek köztulajdonban vannak, és elutasította Slater kérését. 2014. augusztusi átláthatósági jelentésében az alapítvány kijelentette, hogy "a szerzői jog nem illeti meg a nem emberi szerzőket", és "ha egy mű szerzői joga nem illeti meg az embert, akkor az köztulajdonba kerül".
Slater és a Wikimédia Alapítvány konfliktusáról a Techdirt blog 2011. július 12-én számolt be. A Techdirt a fotót közkincs licenccel tette közzé, azzal érvelve, hogy a fotó közkincs, mert a majom nem jogi személy, aki szerzői joggal rendelkezhet, Slater pedig nem lehet szerzői joggal a fotóhoz, mert nem vett részt annak elkészítésében. Ezt követően a Caters hírügynökség az engedély hiányára hivatkozva kérte a fotó eltávolítását; a blog szerzőjének, Mike Masnicknak a válaszára azonban a képviselő azt állította, hogy Masnick "szemérmetlenül 'emelte' valahonnan - feltételezem, a Daily Mail online oldaláról - ezeket a fényképeket", és továbbra is kérte a fotó eltávolítását. Masnick azt állította, hogy még ha a fotó szerzői jogvédelem alá is eshetne, a Techdirtben való felhasználása az Egyesült Államok szerzői jogi törvényei szerint tisztességes felhasználásnak minősülne. Úgy vélte, hogy "függetlenül attól a kérdéstől, hogy kié a szerzői jog és kié nem - 100%-ig egyértelmű, hogy a szerzői jogtulajdonos nem önmaga."
Slater a Wikimedia Foundationnek és a Techdirtnek adott válaszában egyaránt azzal érvelt, hogy ő jelentős kreatív hozzájárulást tett a majomszelfi fotókhoz, ami vitathatóvá teszi a közkincs érvet. Slater a BBC-nek így nyilatkozott: "Elfogadtak a csapat részeként, megérintettek és ápoltak... ezért úgy gondoltam, hogy ők is készíthetnek saját fotót. Felállítottam a fényképezőgépet egy állványra, bekereteztem [a felvételt], és jól exponáltam ... és csak annyit kellett tenned, hogy a majomnak odaadod a gombot, hogy nyomja meg, és lám, megvan a kép." Egy 2014. augusztus 14-én vagy azelőtt a saját weboldalán megjelent történetben Slater azt mondta, hogy a fényképezőgép ellopása a majmoktól egy külön incidens volt, amely a "szelfik" elkészítése előtt történt. Slater így folytatta: "Állványra tettem a fényképezőgépemet egy nagyon nagy látószögű objektívvel, olyan beállításokkal, mint a prediktív autofókusz, motoros szél, sőt még vaku is, hogy esélyem legyen egy arc közeli felvételre, ha ismét közelednének egy játékra ... Egyik kezem az állványon volt, amikor ez történt, de a leendő ápolók és néhány játékos fiatal állat, akik a karomat rágcsálták, bökdöstek és bökdöstek." A This American Life című rádióműsornak adott 2017. novemberi interjújában Slater azt mondta, hogy az állványt az ujjaival tartotta, amikor a képek készültek.

### Szakértői vélemények
A szakértői vélemények megoszlanak azzal kapcsolatban, hogy Slater rendelkezik-e a fényképek szerzői jogával. 2014. augusztus 21-én az Egyesült Államok Szerzői Jogi Hivatala véleményt tett közzé, amely később bekerült a hivatal 2014. december 22-én kiadott Compendium of U.S. Copyright Office Practices című kiadványának harmadik kiadásába, és amely tisztázta, hogy "az Egyesült Államok joga szerint csak az ember által létrehozott művek képezhetők szerzői joggal, ami kizárja az állatok vagy gépek által emberi beavatkozás nélkül létrehozott fényképeket és műalkotásokat", valamint hogy "Mivel a szerzői jog a "szerző eredeti szellemi alkotásaira" korlátozódik, a [szerzői jogi] hivatal megtagadja a bejelentést, ha megállapítja, hogy a művet nem ember alkotta. A hivatal nem jegyzi be a természet, állatok vagy növények által létrehozott műveket." A kompendium külön kiemeli "egy majom által készített fényképet", mint példát arra, hogy nem lehet szerzői jogot biztosítani.
Mary M. Luria és Charles Swan szellemi tulajdonjogászok szerint, mivel a fénykép készítője állat és nem ember, a fényképre nem vonatkozik szerzői jog, függetlenül attól, hogy kié a berendezés, amellyel a fénykép készült. Jessica Litman amerikai jogtudós szerint: "Egy emberi szerzőnek sincs joga egy majom által készített fényképhez ... Az eredeti majomszelfi köztulajdonban van". Szerinte az amerikai szerzői jogi hivatal a meglévő gyakorlatot pontosította, és nem új irányelvet hozott létre.. Nicholas O'Donnell, a Sullivan & Worcester LLP amerikai művészeti ügyvédje azonban megjegyezte, hogy "még ha "egy majom által készített fénykép" nem is lehet szerzői jog a majomnak, nem világos, hogy ez miért zárná ki kategorikusan az emberi szerző szerzői jogokat egy olyan mű esetében, amelyben a kamerákat szándékosan olyan helyen hagyják, ahol valamilyen természeti erő vagy állat hatására fényképet készítenek"..
2014. augusztus 22-én, egy nappal az amerikai szerzői jogi hivatal véleményének közzététele után az Egyesült Királyság Szellemi Tulajdonjogi Hivatalának szóvivőjét idézték, aki azt mondta, hogy bár az Egyesült Királyság joga szerint az állatok nem lehetnek szerzői jogtulajdonosok, "a kérdés, hogy a fotósnak van-e szerzői joga, összetettebb. Ez attól függ, hogy a fotós alkotó módon járult-e hozzá a műhöz, és ezt a döntést a bíróságoknak kell meghozniuk."."
Christina Michalos brit médiajogász szerint a számítógépen generált művészetre vonatkozó brit jog alapján vitatható, hogy Slater tulajdonosa lehet a fénykép szerzői jogainak, mivel ő a fényképezőgép tulajdonosa és feltehetően ő állította be a kamerát. Hasonlóképpen Serena Tierney, a BDB londoni ügyvédi irodától kijelentette: "Ha ellenőrizte a felvétel szögét, beállította a felszerelést, hogy meghatározott fény- és árnyékhatásokkal rendelkező képet készítsen, beállította az expozíciót vagy szűrőket vagy más speciális beállításokat, fényt használt, és hogy minden szükséges dolog benne van a felvételben, és a majom csak annyit tett hozzá, hogy megnyomta a gombot, akkor úgy tűnik, hogy passzol az az igénye, hogy a fotó szerzői joga fennáll az Egyesült Királyságban, és hogy ő a szerző és így az első tulajdonos." Továbbá Andres Guadamuz, a Sussexi Egyetem szellemi tulajdonjoggal foglalkozó oktatója azt írta, hogy a meglévő európai ítélkezési gyakorlat, különösen az Infopaq International A/S kontra Danske Dagblades Forening egyértelművé teszi, hogy a fényképek kiválasztása elegendő lenne az eredetiséghez, ha az eljárás a fotós személyiségét tükrözi.. Iain Connor, a Pinsent Masons egyik partnere hasonlóan azt mondta, hogy a fotós hivatkozhat arra, hogy "a fényképezőgépet a majom kezébe adta, tehát [ő] tett néhány kreatív lépést, és ezért a szerzői jog a tulajdonában van", és hogy "ha egy állat nyomja meg a gombot, akkor a fényképezőgép tulajdonosának kell rendelkeznie a fotó szerzői jogával".

## Wikimánia 2014
A Majomszelfi a londoni Barbican Centre-ben megrendezett Wikimania 2014 egyik témája lett. A konferencia résztvevői, köztük a Wikipédia társalapítója és a Wikimédia Alapítvány elnökségi tagja, Jimmy Wales, a makákófotó kinyomtatott másolataival pózoltak egy szelfi erejéig. A reakció ezekre a szelfikre és az előre kinyomtatott majomposzterekre vegyes volt. A Wikipediocracy című Wikipédia-lapban író Andreas Kolbe szerint Wales akcióját egyes felhasználók a Twitteren és a Wikipédián kritizálták "tapintatlan kárörömnek tűnő" cselekedete miatt.

## Naruto kontra David Slater et a.
A makákófotók a "Wildlife Personalities" című könyvben jelentek meg, amelyet Slater a San Francisco-i székhelyű Blurb, Inc. önkiadó cégen keresztül adott ki. 2015. szeptember 22-én a People for the Ethical Treatment of Animals (PETA) pert indított Slater és a Blurb ellen az Egyesült Államok Kalifornia északi kerületének kerületi bíróságán, hogy kérjék a majom, akit Narutónak neveztek el, szerzői jogát, és hogy a PETA-t jelöljék ki a fotókból származó bevételek kezelésére Naruto és a Sulawesi rezervátumban élő más üstökös makákók javára. A PETA ezt a következő barát elvét alkalmazva tette, amely lehetővé teszi, hogy egy személy egy másik, erre képtelen személy nevében pereljen. Novemberben Angela Dunning, a Blurb ügyvédje megjegyezte, hogy a PETA talán rossz majom nevében perelt.
Egy 2016. januári meghallgatás során William Orrick III amerikai kerületi bíró kijelentette, hogy a szerzői jogi törvény nem terjeszti ki a védelmét az állatokra. 2016. január 28-án Orrick elutasította az ügyet, és úgy döntött, hogy "ha a Kongresszus és az elnök azt a rendkívüli lépést kívánta megtenni, hogy az állatoknak is engedélyezi a perlést, valamint az embereknek és jogi személyeknek, akkor ezt világosan ki tudták volna és ki is kellett volna mondaniuk."
2016. március 20-án a PETA fellebbezést nyújtott be a Kilencedik Kerületi Fellebbviteli Bírósághoz. 2017. július 12-én a bíróság szóbeli tárgyalást tartott az ügyben San Franciscóban. 2017. augusztus 4-én az ügyben érintett valamennyi fél ügyvédei arról tájékoztatták a bíróságot, hogy várhatóan a közeljövőben peren kívüli egyezségre jutnak, és kérték a bíróságot, hogy ne hozzon ítéletet. 2017. augusztus 11-én a bíróság szeptember 8-ig felfüggesztette a fellebbezés elbírálását. A bíróság 2017. augusztus 11-én szeptember 8-ig felfüggesztette a fellebbezést. 2017. szeptember 11-én Slater, a Blurb és a PETA között megállapodás született, amelyben Slater a majom-szelfikből származó jövőbeli bevételek 25 százalékát olyan jótékonysági szervezeteknek ajánlja fel, amelyek a Narutóhoz hasonló majmok vadon élő élővilágát védik, de a bíróság ezt a megállapodást nem fogadta el érvényes egyezségnek. A felek a fellebbezés elutasítására és az ítélet hatályon kívül helyezésére irányuló közös indítványuk részeként a vakatúrát kérték, amely semmissé tenné az alsóbb fokú bíróságon készült jegyzőkönyvet. A Competitive Enterprise Institute 2017. szeptember 13-án amicus beadványt nyújtott be, amelyben a bíróságot a vakatur elutasítására szólította fel. A beadványban azzal érvelnek, hogy mivel a Naruto nem részese az egyezségnek, a PETA nem jogosult a kiürítés iránti kérelemre.
2018 áprilisában a Kilencedik Kerületi Fellebbviteli Bíróság elutasította a kiüresítésre irányuló kérelmeket. 2018. április 23-án a bíróság Slater javára hozta meg ítéletét, megállapítva, hogy az állatoknak nincs jogi felhatalmazása a szerzői jogi igények tartására. A bíróság emellett aggodalmát fejezte ki a PETA motivációival és az ügy során tett lépéseivel kapcsolatban, amelyek inkább a saját érdekeik előmozdítására, mint a Naruto védelmére irányultak, mivel aggályosnak találták a PETA lépéseit - vagyis azt, hogy megpróbálta kiüríteni az ügyet, amikor a csoport tudomást szerzett arról, hogy mérföldkőnek számító esetjogot hozhat létre. A bírák megjegyezték, hogy döntésüket a Cetacean Community v. Bush ügy fényében kell figyelembe venni, amely egy 2004-es, a Kilencedik Kerületi Bíróság által tárgyalt ügy, amely megállapította, hogy bizonyos körülmények között az állatoknak lehet némi kereshetőségi joguk, és arra ösztönzik, hogy a Kilencedik Kerületi Bíróság tartson en banc meghallgatást a Cetacean ügyben hozott döntésük felülvizsgálatára a majomszelfi ügy fényében. Május 25-én a Kilencedik Kerületi Bíróság egyik bírája felszólított arra, hogy az ügyet en banc tárgyalják, esetleg felülbírálva a Cetacean Community precedensét. A bíróság felkérte a feleket, hogy 21 napon belül nyújtsanak be beadványokat arról, hogy engedélyezzék-e az en banc meghallgatást, majd augusztus 31-én elutasították az ügy felülvizsgálatát.

### Záró megjegyzések
Bár az állatok szerzői jogi védelmének kérdését tudományos körökben már korábban is megvitatták, a Monkey Selfie viták egyértelművé teszik, hogy főszabályként a nem emberi szereplők nem jogosultak szerzői jogi védelemre. Ez összhangban van az európai gyakorlattal is, miszerint a műnek meg kell felelnie az EUB által az Infopaq-ügyben megállapított eredetiségvizsgálatnak, miszerint a műnek a "szerző saját szellemi alkotásának" kell lennie - ezen a vizsgálaton egy majom minden bizonnyal elbukna. Ami különösen a képeket illeti, az EUB a Painer-ügyben tovább pontosította, hogy a szerzői jog akkor is fennáll egy képen, ha az alkotás a szerző személyiségét tükrözi, és az ő szabad és kreatív döntéseit fejezi ki, amit például a világítás, a keretezés, a vágás és a teremtett általános hangulat is bizonyít. Ebben az esetben, bár a majom készítette a képet mint olyat, azzal lehet érvelni, hogy Slater erőfeszítései, amelyekkel rábírta a majmot a képek elkészítésére, elegendők lehetnek ahhoz, hogy a szerzői jogi védelmet a fényképészre ruházzák.[forrás?]

## Slaterre gyakorolt hatás
Slater a BBC Newsnak elmondta, hogy anyagi veszteséget szenvedett el amiatt, hogy a képek elérhetőek voltak a Wikimedia Commonson. Elmondta, hogy a fotó a készítését követő első évben 2000 fontot hozott neki, de miután a Wikipedián felhasználásra került, megszűnt az érdeklődés a megvásárlása iránt. Becslése szerint 10 000 font bevételtől esett el, és azt mondta, hogy ez "megölte az üzletét." A The Daily Telegraph idézte Slatert, aki azt mondta: "Amit nem vesznek észre, hogy bíróságra van szükség ahhoz, hogy döntsön [a szerzői jogról]." 2016 januárjában Slater kijelentette, hogy be kívánja perelni a Wikipédiát a művei szerzői jogainak megsértése miatt.
2017 júliusára Slater a hírek szerint pénzügyi gondokkal küzdött, és nem tudta kifizetni az ügyvédjét. Míg eredetileg néhány ezer fontot keresett a képekből, ami elég volt ahhoz, hogy megtérítse az Indonéziába való utazási költségeit, ez a bevétel körülbelül "néhány havonta 100 fontra csökkent", amikor a Wikimédia Alapítvány nem volt hajlandó abbahagyni a képek engedélye nélküli hozzáférhetővé tételét.
Slater pénzhiány miatt nem tudott elutazni a 2017. júliusi bírósági tárgyalásra az Egyesült Államokba, és azt mondta, hogy alternatív karrierlehetőségeket fontolgat, mint kutyasétáltató vagy teniszedző. Azt mondta, hogy már nem motivált a fotózásra, hogy depressziós lett, és hogy a "majmok nyomorúságos helyzetének kiemelésére" tett erőfeszítései "visszaütöttek a magánéletemre" és tönkretették az életét. Slater azonban azt mondta, hogy maga a fotózás hatása nagyon örült: "Hat évbe telt, mire az eredeti szándékom valóra vált, ami az volt, hogy rávilágítsak a majmok helyzetére, és megismertessem a világgal. Hat évvel ezelőtt még senki sem hallott ezekről a majmokról, az utolsó ezrekig voltak... A helyiek régebben megsütötték őket, de most már szeretik őket, "szelfimajomnak" hívják őket. Most már turisták is látogatják őket, és az emberek látják, hogy a közösségnek hosszabb távú haszna van, mint egy majom lelövése."
2018 májusában a Condé Nast Entertainment megvásárolta a jogokat Slatertől, hogy dokumentumfilmet készítsen a majomszelfi vitával kapcsolatban. A projektet Dawn Ostroff és Jeremy Steckler felügyelte.

## Fordítás
- Ez a szócikk részben vagy egészben  a   Monkey selfie copyright dispute című angol Wikipédia-szócikk ezen változatának fordításán alapul.  Az eredeti cikk szerkesztőit annak laptörténete sorolja fel. Ez a jelzés csupán a megfogalmazás eredetét és a szerzői jogokat jelzi, nem szolgál a cikkben szereplő információk forrásmegjelöléseként.